# Kevin Larrea
Kevin Axel Larrea Alzamendi (Paysandú, Uruguay, 19 de abril de 1996) es un futbolista uruguayo. Juega de portero y actualmente juega en Club Sportivo Cerrito de la Segunda División de Uruguay.

## Clubes
| Club              | País      | Año        |
| ----------------- | --------- | ---------- |
| Defensor Sporting | Uruguay   | 2015-2016  |
| Boston River      | Uruguay   | 2016-2018  |
| Rampla Juniors    | Uruguay   | 2019- 2020 |
| Tacuarembo        | Uruguay   | 2020-2021  |
| Cerrito           | Uruguay   | 2021-2023  |
| Mitre             | Argentina | 2023-2024  |
| Chaco For Ever    | Argentina | 2024       |
| Cerro             | Uruguay   | 2024-2025  |
| Cerrito           | Uruguay   | 2025-act   |